# Kazuaki Saso
Kazuaki Saso (født 16. juni 1999) er en japansk fodboldspiller, som spiller for den japanske fodboldklub Omiya Ardija.